# Teucrium estevei
Teucrium estevei là một loài thực vật có hoa trong họ Hoa môi. Loài này được Alcaraz, Sánchez-Gómez & J.S.Carrión miêu tả khoa học đầu tiên năm 1986 publ. 1988.